# 새벽에서 밤까지
"새벽에서 밤까지"는 1990년에 개봉한 대한민국의 영화이다.

## 캐스팅
- 박찬환 : 성태 역
- 이혜진
- 성미진
- 김애경
- 이인옥
- 국정환
- 김기종
- 나갑성
- 정규영
- 전숙
- 유명순
- 이재희
- 이민경